# 足立夏海
足立 夏海（あだち なつみ、1972年〈昭和47年〉8月7日 - ）はイカキック所属の俳優、振付師。ワンワンわんだーらんどのキャラクター「ジャンジャン」として出演、おとうさんといっしょ、みんなDEどーもくん!、仮面ライダー電王などの振り付けを担当。

## 参加作品
- 劇場版 仮面ライダー電王 俺、誕生!（2007年8月4日）ダンス指導
- 劇場版 仮面ライダー電王&キバ クライマックス刑事（2008年4月12日）ダンス指導
- 仮面ライダー×仮面ライダー 鎧武&ウィザード 天下分け目の戦国MOVIE大合戦（2013年12月14日）ダンス振付